# Штурм Шуши (1992)

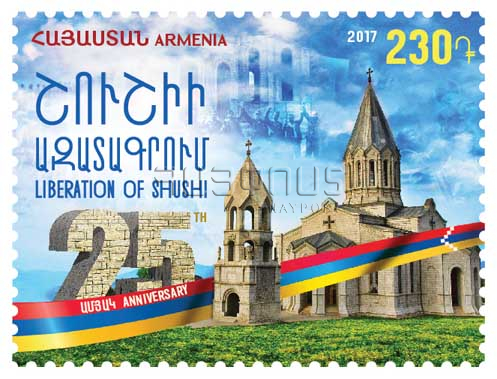
25-летие со дня освобождения Шуши. Почта Армении, 2017

Штурм Шуши (арм. «Հարսանիք լեռներում» ռազմագործողություն/операция «Свадьба в горах», 8—9 мая 1992 года) — эпизод начальной фазы Карабахской войны. В ходе этой операции вооружённые формирования непризнанной Нагорно-Карабахской Республики (НКР)  установили контроль над городом Шуша, населённым до этого преимущественно азербайджанцами, и прилегающим районом. Десятки тысяч шушинцев-азербайджанцев стали беженцами. Армянское военное командование долго рассматривало возможность захвата города, так как азербайджанские обстрелы городской инфраструктуры Степанакерта из Шуши (расстояние между городами — 5 км) в течение полугода привели к сотням жертв среди армянского мирного населения и массовым разрушениям зданий, включая жилые дома, школы, шёлковую фабрику и роддом.
В армянских источниках эти события именуются освобождением Шуши (арм. Շուշիի ազատագրում), в азербайджанских — оккупацией Шуши (азерб. Şuşanın işğalı).

## Предыстория
В советский период Шушинский район был единственным из пяти районов Нагорно-Карабахской автономной области (НКАО), где азербайджанцы составляли большинство населения (91,7 %, по данным последней советской переписи 1989 года). В самом городе проживало 17 тыс. человек, из которых 98 % были азербайджанцами.
24 апреля 1991 года в ответ на блокаду Чайкенда и Мартунашена, армянские формирования обстреляли Шушу градобойными ракетами типа «Алазань». В Шуше были разрушены несколько домов и ранены 3 мирных жителя.
В начале февраля 1992 года по указанию будущего министра обороны Азербайджана Рагима Газиева в Шушу были переброшены две установки «Град». Административный центр НКАО Степанакерт лежал перед Шушой, как на ладони, представляя собой лёгкую мишень для артиллерии. С середины февраля сотни ракет градом сыпались на Степанакерт из Шуши, сея разрушения и панику.
Перед армянскими формированиями встала необходимость подавления огневых позиций противника и установления контроля над господствующими высотами.

## Ход операции
На момент штурма военным комендантом Шуши был Эльбрус Оруджев.
Как утверждает Ара Саакян, решение об овладении Шушой и открытии Лачинского коридора для обеспечения сухопутной связи между Арменией и Карабахом было принято Советом безопасности Армении. Эта задача была возложена на отряды самообороны Карабаха, которыми руководил Вазген Саркисян.
Операцию по взятию города было поручено провести Аркадию Тер-Тадевосяну по прозвищу «Коммандос» или «Коммандо». Тер-Тадевосян говорил позднее, что его главной целью было окружить Шушу, занять окрестные деревни и отвлечь часть азербайджанских сил от обороны города.
Штурм начался в 02:30 в ночь на 8 мая. Тер-Тадевосян вспоминал, что, по его расчётам, вся операция должна была занять «три-четыре дня». Он надеялся посеять панику среди защитников города и заставить их покинуть Шушу без боя. У дороги из Шуши на запад был выставлен заслон, которому было приказано не стрелять в тех, кто будет спасаться бегством из города, но блокировать подкрепления. Одним из тех, кто находился на этой позиции, был и Роберт Кочарян, будущий президент НКР и президент Республики Армения.

Могила погибшего в боях за город Альберта Агарунова на Аллее Шахидов в Баку

Основное бремя наступательной операции легло на плечи тех армянских солдат, которые подходили к городу по горным тропам с севера и востока.
К вечеру 8 мая защитники города решили, что атака отбита. Тем не менее, как и предполагал Тер-Тадевосян, в течение этого дня большинство оборонявшихся оставили свои позиции и покинули город. У Оруджева уже не хватало людей для продолжения боя, и он дал приказ к отступлению.
Одним из тех, кто покинул Шушу в числе последних, был чеченский доброволец Шамиль Басаев, впоследствии ставший одним из известных руководителей чеченских сепаратистов. На стороне Азербайджана воевал и ещё один известный чеченский полевой командир Хункар-Паша Исрапилов.
Бой продлился всего один день, но за это время погибло, по некоторым оценкам, около трёхсот человек.
Овладение городом Шуша стало первой значительной военной победой армянских формирований в ходе Карабахского конфликта.
Погибший 8 мая в боях за Шушу азербайджанский танкист Альберт Агарунов был посмертно удостоен звания Национального героя Азербайджана.

## Последствия

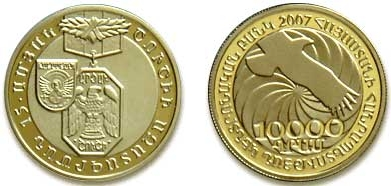
Юбилейная монета «15 лет Освобождению Шуши»

### Армения
Штурм Шуши произошёл в то время, когда президент Армении Левон Тер-Петросян встречался в Тегеране с действующим лидером Азербайджана Ягубом Мамедовым. По итогам переговоров было подписано совместное коммюнике по основным принципам мирного соглашения. Уже при вылете из Тегерана Мамедову на трапе самолёта сообщили о том, что армяне атаковали Шушу. Таким образом посредническая инициатива Ирана была сорвана. Согласно Томасу де Ваалу, 
Новость также вызвала большое замешательство у Тер-Петросяна, который знал о плане захвата Шуши, но не был извещён о точной дате проведения операции. Теперь всё выглядело так, будто он или пытался обмануть азербайджанцев, или не контролировал ситуацию. Кое-кто даже подозревал, что наступление было отложено не по причине плохой погоды, а всё это было заранее спланированной хитростью карабахских лидеров, чтобы сорвать мирные переговоры в Иране и унизить Тер-Петросяна.
Генерал-лейтенант Самвел Бабаян, участвовавший в разработке плана штурма Шуши, утверждал, что Тер-Петросян был в курсе планировавшейся операции задолго до штурма: «Операция была намечена на апрель, но были проблемы с нехваткой оружия и боеприпасов. Ведь штурм Шуши проблему не решал: надо было ещё удерживать Агдамское и Мартакертское направления. Именно поэтому мы решили приступить к операции только после пополнения запасов оружия и боеприпасов. Нужно было также уточнить некоторые разведданные. Кроме того, надо было занять позиции на склонах горы Кирс, и, несмотря на то, что снега в тот год выпало много и возникли трудности, нам удалось закрепиться на высотах и замкнуть кольцо вокруг города. Вот почему операция была отложена, и только случайно её начало совпало с отбытием Тер-Петросяна в Тегеран».
По мнению Георгия Петросяна, исполнявшего тогда обязанности председателя Верховного Совета НКР, руководство Армении было осведомлено о готовящейся операции: «Я лично Тер-Петросяна официально не информировал. Но президента Армении информировали по другим каналам. Совпадение освобождения Шуши и переговоров в Тегеране стало чистой случайностью».
Как отмечал помощник Тер-Петросяна в 1991—1999 годах Левон Зурабян, президент Армении в марте 1992 года в интервью «Комсомольской правде» заявил, что полная автономия Нагорного Карабаха может быть «приемлема как для Карабаха, так и для Азербайджана», хотя на самом деле не был готов согласиться на признание территориальной целостности Азербайджана как основы для урегулирования конфликта и последовательно отвергал любые инициативы посредников, предполагающие такое решение. По утверждению Зурабяна, подобное заявление было сделано Тер-Петросяном лишь как часть «информационного обеспечения» уже запланированной и санкционированной им на тот момент военной операции.
На следующий день после возвращения из Тегерана в Ереван, президент Армении обратился с письмом к Совету безопасности ООН с просьбой созвать внеочередное заседание. Тер-Петросян призвал ООН отправить в Карабах миротворческие силы и «предпринять иные меры, обязывающие Азербайджан пересмотреть экономическую блокаду, установить мир и безопасность».

### Азербайджан
Томас Де Ваал писал: «Потеря Шуши в 1992 году для культурной жизни Азербайджана стала жесточайшим ударом. Один бакинский интеллигент сказал мне: „Когда до нас дошла эта весть, я и многие мои друзья просто рыдали“».
Потеря Шуши явилась для Азербайджана серьёзным военным ударом — азербайджанцы лишились своего последнего оплота в Карабахе, имевшего стратегически выгодное положение. Падение города привело к появлению в Азербайджане различных теорий заговора. Впрочем, как указывают участники событий, причиной потери Шуши стала плохая организация обороны и отсутствие единого управления, а также крайне низкая боеспособность азербайджанских сил. Эльбрус Оруджев также указывает на то, что причиной провала обороны Шуши стали политические конфликты в Баку. После падения Шуши политические распри в Баку усилились, стороны стали обмениваться взаимными обвинениями в некомпетентности и предательстве.
В Баку получила популярность версия, согласно которой армяне захватили Шушу благодаря предательству азербайджанского военного командования и политических властей. Бывший министр обороны Рагим Газиев в конце 1993 года был задержан по обвинению в государственной измене и сдаче Шуши. После побега из СИЗО Министерства национальной безопасности Азербайджана он был заочно приговорён к смертной казни. Приговор впоследствии заменили на пожизненное заключение, а в 2005 году Рагим Газиев был помилован и освобождён. По тому же обвинению был арестован и начальник азербайджанского Генштаба генерал-майор Шахин Мусаев.

## Международная реакция
Штурм Шуши, сорвавший посреднические усилия Ирана в карабахском конфликте, привёл к дипломатическому скандалу и серьёзному охлаждению отношений между Ираном и Арменией.
В Турции премьер-министр Сулейман Демирель на чрезвычайном заседании правительства назвал события в Шуше «очередным актом армянского террора по отношению к азербайджанцам». Демирель подчеркнул, что Турция не может оставаться в роли стороннего наблюдателя, когда «налицо попытка решения конфликта силовым путем».
В Турции раздавались призывы к военному вмешательству на стороне Азербайджана, однако главнокомандующий Объединёнными вооружёнными силами СНГ маршал Шапошников предупредил, что участие третьей стороны в конфликте может привести «к Третьей мировой войне, и этого нельзя допустить».